# Във вашия дом 4
Във вашия дом 4 (на английски: In Your House 4) е четвъртото pay-per-view събитие от поредицата Във вашия дом, продуцирано от Световната федерация по кеч (WWF). Събитието се провежда на 22 октомври 1995 г. в Уинипег, Манитоба, Канада.

## Обща информация
Седем професионални двубоя са представени в частта на шоуто с PPV, а четири допълнителни мача са проведени изключително за присъстващите в залата. Основното събитие на шоуто включва Световният шампион в тежка категория на WWF Дизел, защитаващ титлата срещу Британския Булдог. В шоуто трябва да участва Шон Майкълс, защитаващ Интерконтиненталната титла срещу Дийн Дъглас, но Майкълс физически не е в състояние да се бие в шоуто и трябва да се откаже от титлата. На негово място, Дъглас защитава титлата и я губи от Рейзър Рамон. С пускането на WWE Network през 2014 г., това шоу става достъпно при поискване, но не включва тъмните мачове, проведени преди и след основното шоу.

## Резултати
| №                                                                        | Резултати                                                                                            | Правила                                                       | Време      |
| ------------------------------------------------------------------------ | --- | ------------------------------------------------------------- | ---------- |
| 1Т                                                                       | Боб Холи побеждава Рад Радфорд                                                                       | Индивидуален мач                                              | Неизвестно |
| 2                                                                        | Хънтър Хърст Хелмсли поб. Фату                                                                       | Индивидуален мач                                              | 08:06      |
| 3                                                                        | Димящите дула (Барт Гън и Били Гън) (ш) поб. 1-2-3 Хлапето и Рейзър Рамон                            | Отборен мач за Световните отборни титли на WWF                | 12:46      |
| 4                                                                        | Златен прах поб. Марти Джанети                                                                       | Индивидуален мач                                              | 11:15      |
| 5                                                                        | Крал Мейбъл (със Сър Мо) срещу Йокозуна (с Мистър Фуджи и Джим Корнет) приключва с двойно отброяване | Индивидуален мач                                              | 05:12      |
| 6                                                                        | Рейзър Рамон поб. Дийн Дъглас (ш)                                                                    | Индивидуален мач за Интерконтиненталната титла на WWF         | 11:01      |
| 7                                                                        | Британския Булдог поб. Дизел (ш) чрез дисквалификация                                                | Индивидуален мач за Световната титла в тежка категория на WWF | 18:14      |
| 8                                                                        | Хенри О. Годуин поб. Психаря Сид                                                                     | Индивидуален мач                                              | Неизвестно |
| 9                                                                        | Брет Харт поб. Айзък Янкем                                                                           | Индивидуален мач                                              | 14:10      |
| 10                                                                       | Оуен Харт и Йокозуна (с Мистър Фуджи и Джим Корнет) поб. Бам Бам Бигелоу и Савио Вега                | Отборен мач                                                   | Неизвестно |
| - (ш) – указва шампиона/шампионите в мача - Т – показва, че мача е тъмен | |                                                               |            |